# Euchalcia altaica
Euchalcia altaica är en fjärilsart som beskrevs av Claude Dufay 1968. Euchalcia altaica ingår i släktet Euchalcia och familjen nattflyn. Inga underarter finns listade i Catalogue of Life.